# 코틀린급 구축함

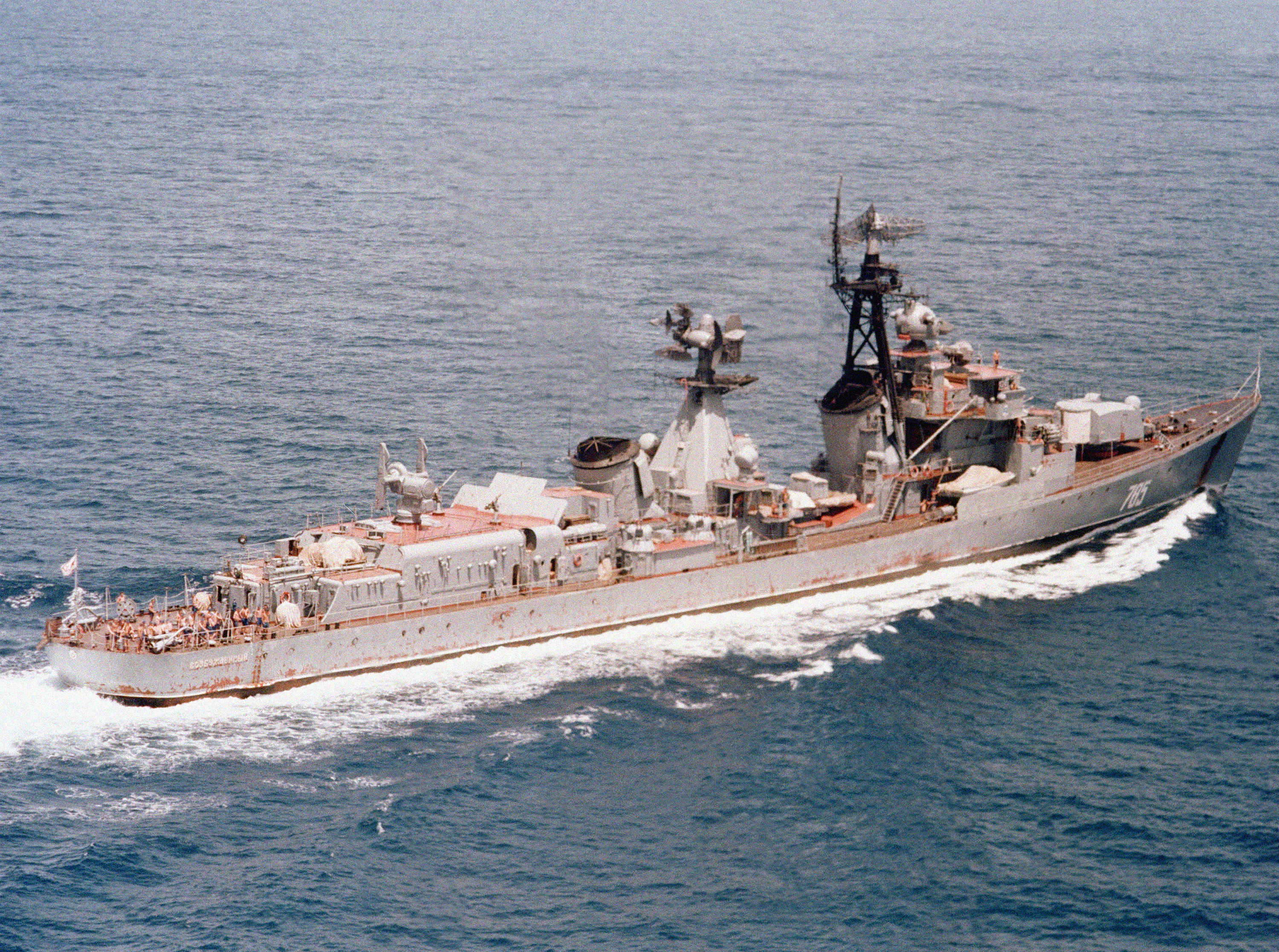

코틀린급 구축함(Kotlin-class destroyer)은 소련 해군용으로 건조된 냉전 시대의 선박이다. 이 급의 러시아 명칭은 프로젝트 56 스포코이니(Спокойный)이다. 1955년부터 1958년 사이 27대가 건조되었으며 이들 모두 1980년대 말에 해체되었다. 킬딘급 구축함이 코틀린 디자인에 기반을 두고 있다.